# Гулу (Уганда)
Гулу — місто в Північному регіоні Уганди. Комерційний та адміністративний центр округу Гулу.
Розташоване приблизно за 333 км на північ від Кампали, столиці та найбільшого міста Уганди. Гулу обслуговується аеропортом Гулу.

## Історія
Під час британського правління у 18-му та 19-му століттях північна Уганда була менш розвиненою порівняно з рештою країни. Людей призивали в армію та поліцію. Багатьох мешканців відправили воювати в Першу та Другу світові війни.
У 1960-х роках у місті осіло багато суданських, руандійських і конголезьких біженців.
Армія опору Господа (LRA) під керівництвом Джозефа Коні виникла в 1990-х роках після того, як Аума/Лаквена поїхав до Кенії. LRA ставала все більш насильницькою в Гулу та навколишніх громадах. До 15 000 дітей, відомих як «нічні пасажири», щовечора тікали до міста в пошуках безпеки. У 1996 році уряд Уганди наказав усім цивільним особам на півночі Уганди переселитися до таборів для внутрішньо переміщених осіб (ВПО). Декілька організацій, як-от «Зупинимо геноцид у Північній Уганді», назвали ці табори «концтаборами» та вимагали їхнього негайного закриття. Свого часу в цих таборах проживало приблизно два мільйони осіб. У квітні 2009 року всі табори для переміщених осіб були закриті, а людям дозволили повернутися до своїх сіл. До липня 2009 року приблизно 1 452 000 осіб (80,7 відсотка тих, хто проживав у таборах) добровільно покинули табори, щоб повернутися додому. З весни 2007 року в регіоні панував відносний мир, оскільки ЛРА стала значно меншою загрозою. 

## Клімат
Клімат Гулу є тропічним вологим і сухим (Aw) відповідно до системи класифікації клімату Кеппена-Гейгера.
| Клімат Гулу             | Клімат Гулу | Клімат Гулу | Клімат Гулу | Клімат Гулу | Клімат Гулу | Клімат Гулу | Клімат Гулу | Клімат Гулу | Клімат Гулу | Клімат Гулу | Клімат Гулу | Клімат Гулу | Клімат Гулу |
| Показник                | Січ.        | Лют.        | Бер.        | Квіт.       | Трав.       | Черв.       | Лип.        | Серп.       | Вер.        | Жовт.       | Лист.       | Груд.       |             |
| Середній максимум, °C   | 32,1        | 32,3        | 31,2        | 29,3        | 28,2        | 27,7        | 26,7        | 26,9        | 28,1        | 28,7        | 29,7        | 30,4        |             |
| Середня температура, °C | 24,2        | 24,6        | 24,3        | 23,4        | 22,8        | 22,3        | 21,6        | 21,7        | 22,3        | 22,5        | 23          | 23,2        |             |
| Середній мінімум, °C    | 16,4        | 17          | 17,5        | 17,6        | 17,4        | 16,9        | 16,5        | 16,5        | 16,5        | 16,4        | 16,4        | 16,1        |             |
| Норма опадів, мм        | 17          | 32          | 88          | 164         | 182         | 146         | 159         | 217         | 179         | 185         | 102         | 36          |             |
| ----------------------- | ----------- | ----------- | ----------- | ----------- | ----------- | ----------- | ----------- | ----------- | ----------- | ----------- | ----------- | ----------- | ----------- |

## Демографія
Національний перепис населення 2002 року оцінив населення Гулу в 119 430 осіб. Бюро статистики Уганди (UBOS) оцінило населення в 149 900 осіб у 2010 році. У 2011 році UBOS оцінив населення в середині року в 154 300 осіб. За даними перепису населення 2014 року. чисельність населення становила 152 276 осіб.

## Освіта
У Гулу працює Університет Гулу, який має широкий спектр програм, включаючи сільське господарство, медицину, управління бізнесом і вирішення конфліктів. Це один із трьох державних університетів Північного регіону, іншими є Університет Муні в Аруа та Університет Ліра в Лірі. Університет Гулу є керуючим закладом Медичної школи університету Гулу, однієї з дев'яти акредитованих медичних шкіл в Уганді станом на лютий 2015 року. Інститут менеджменту Уганди, державний вищий навчальний та дослідницький заклад з менеджменту та адміністрування, має кампус у Гулу. У Гулу також розміщено Університет Святого Серця Ґулу,, приватний університет, пов'язаний з римо-католицькою архідієцезією Гулу.

## Здоров'я
У місті є три лікарні: лікарня Святої Марії Лакор, регіональна лікарня Гулу та незалежна лікарня Гулу.
Існує також центр немедичної інтегративної терапії Thrive-Gulu, заснований бостонською професоркою Джуді Душку та її чоловіком Джимом Колманом і частково фінансується Елізою Душку ; він отримав фінансову підтримку від ірландського агентства допомоги Trocaire та скандинавської іноземної організації, що надає допомогу.

## Транспорт

### Повітряний
Місто обслуговує аеропорт Гулу, який має асфальтовану злітно-посадкову смугу завдовжки 3 144 м. Аеропорт Гулу є другим за величиною аеропортом в Уганді після міжнародного аеропорту Ентеббе.

### Залізниця
Гулу має станцію на метровій залізничній лінії, яка з'єднує Тороро та Паквач. Вона не працювала з 1993 року. Згодом компанія Rift Valley Railways профінансувала очищення рослинності та ремонт інфраструктури, що дозволило першому за 20 років комерційному потягу проїхати через Гулу 14 вересня 2013 року .

## Спорт
Домашнім місцем для футбольного клубу «Гулу Юнайтед» є стадіон Pece War Memorial, який вміщує 3000 осіб. Стадіон був побудований британцями в 1959 році, довго відкладена реконструкція почалася в квітні 2017 року .

## Релігія
Серед релігійних споруд переважають християнські об'єкти, які належать до таких конфесій: Римо-католицька архієпархія Гулу (Католицька церква), Східно-православна єпархія Гулу (Олександрійський патріархат), Церква Уганди (Англіканська спільнота), Пресвітеріанська церква в Уганді (Всесвітня спільнота реформатських церков), Союз баптистів Уганди (Всесвітній альянс баптистів), Асамблеї Бога та Церква Ісуса Христа Святих останніх днів. Також є мусульманські мечеті.

## Водопостачання та каналізація
Завдяки кредитам, отриманим від Світового банку та KfW, уряд Уганди у 2020 році завершив першу фазу проєкту водопостачання та санітарії Гулу. Для реалізації проєкту знадобилося 82,3 мільярда шилінгів (понад 22 млн доларів США). З удосконаленнями Gulu City має сховище об'ємом 42 млн м3 питної води. Також, побудовано щонайменше 42 громадські туалети, які можуть одночасно вмістити 250 осіб. Було побудовано новий завод з очищення осаду стічних вод у Кубу.
Друга фаза проєкту передбачає створення заводу водозабору питної води вище за течією гідроелектростанції Карума з потужністю насосів 10 тис. м3 води щодня. Це нове джерело питної води забезпечить 341 000 людей у Гулу та сусідніх громадах. Він також включає розширення послуг безпечної санітарії для 170 000 нових клієнтів. Очікується, що KfW і CDC Group фінансуватимуть другий етап.

## Відомі люди
- Окот п'Бітек, поет[25]
- Табан Ло Лійонг, поет і письменник
- Отема Алімаді, колишній прем'єр-міністр Уганди
- Люмікс Да Дон, музикант
- Кетрін Кіобутунгі, лікарка-епідеміологіст, народилася тут у 1972 році[26]
- Пен-Могі Ньєко, ветеринар, академік і державний діяч. Колишній віце-канцлер університету Гулу 2002—2018.
- Бетті Аол Очан, політик, колишній лідер опозиції в 10-му парламенті Уганди.
- Норберт Мао, президент Демократичної партії, колишній член парламенту муніципалітету Гулу, колишній округ LC5 Гулу.